# Heinz Murmann
Heinz Murmann (* 1928 in Bayern; † 16. August 2007 in Troisdorf) war ein deutscher Journalist.

## Leben
Murmann war promovierter Volkswirt. Seine journalistische Karriere begann er als Volontär und Gerichtsberichterstatter beim Heidelberger Tageblatt. 1959 wechselte Murmann zur Deutschen Zeitung in Köln. Von 1962 bis 1968 war er als Zeitungs- und Rundfunkkorrespondent in London tätig. Es folgte eine Anstellung als außenpolitischer (Wirtschafts)Redakteur beim Handelsblatt in Düsseldorf. Anschließend wechselte Murmann zum Kölner Stadt-Anzeiger, bei dem er zunächst als Wirtschaftskorrespondent und dann von 1977 bis Ende 1992 als Leiter der Parlamentsredaktion am damaligen Parlaments- und Regierungssitz in Bonn fungierte. Seine politische und wirtschaftspolitische Ausrichtung galt als ordoliberal.
Von 1987 bis 1991 war Murmann Vorsitzender des Deutschen Presseclubs e. V. 1997 veröffentlichte er die erste Darstellung zur Geschichte des Vereins. In der Redaktion von liberal, einer Vierteljahresschrift der Friedrich-Naumann-Stiftung, wirkte Murmann acht Jahre lang bis 2002 als Mitarbeiter.
Seinen Ruhestand verbrachte Murmann in Troisdorf bei Bonn.:9 Er galt als einer der wichtigsten privaten Förderer des in seiner Heimatstadt gelegenen Bilderbuchmuseums in der Burg Wissem, der er auch zwei Erzählbände widmete. 1994 gründete Murmann mit seiner Frau Geerte († 2000) die G. und H. Murmann-Stiftung zur Förderung von Ausbildung sowie von Kunst und Kultur, darunter Projekten der Denkmalpflege in den neuen Bundesländern. Sie ist heute eine rechtsfähige Stiftung innerhalb der Deutschen Stiftung Denkmalschutz. 2007 erlag Murmann einer schweren Krankheit. Er wurde auf dem Troisdorfer Waldfriedhof beigesetzt.

## Schriften
- Mit „C“ ist es feiner. Der Deutsche Presseclub Bonn 1952 bis heute. Bouvier, Bonn 1997, ISBN 3-416-02713-2.
- Ritter Jens und andere Abenteuergeschichten um Burg Wissem. Museum Burg Wissem, Troisdorf 2003.[10]